# Crimís
Segons la mitologia grega, Crimís (o Crinís segons Virgili i Higí) (en grec antic Κριμισός) va ser un déu fluvial de Sicília.
Transformat en os (o en gos, segons altres versions), s'uní a la troiana Egesta, filla d'Hípotes i va ser pare d'Acestes, fundador de la ciutat de Segesta.